# Frétoy
Frétoy település Franciaországban, Seine-et-Marne megyében. Lakosainak száma 173 fő (2022. január 1.). Frétoy Bannost-Villegagnon, Beton-Bazoches, Boisdon, Chevru és Dagny községekkel határos.

## Népesség
A település népességének változása:
| Lakosok száma | 161  | 171  | 173  | 167  | 167  | 166  | 166  | 172  | 173  |
|               | 2013 | 2015 | 2016 | 2017 | 2018 | 2019 | 2020 | 2021 | 2022 |